# C-2灰狗式運輸機
格魯曼C-2「灰狗式」運輸機（Grumman C-2 "Greyhound"）是一款美國海軍使用的雙引擎艦載運輸機，主要用於航艦艦上運輸（Carrier onboard delivery, COD）任務，提供航空母艦艦隊關鍵的後勤支援（包括人員、貨物及郵件的運輸）。

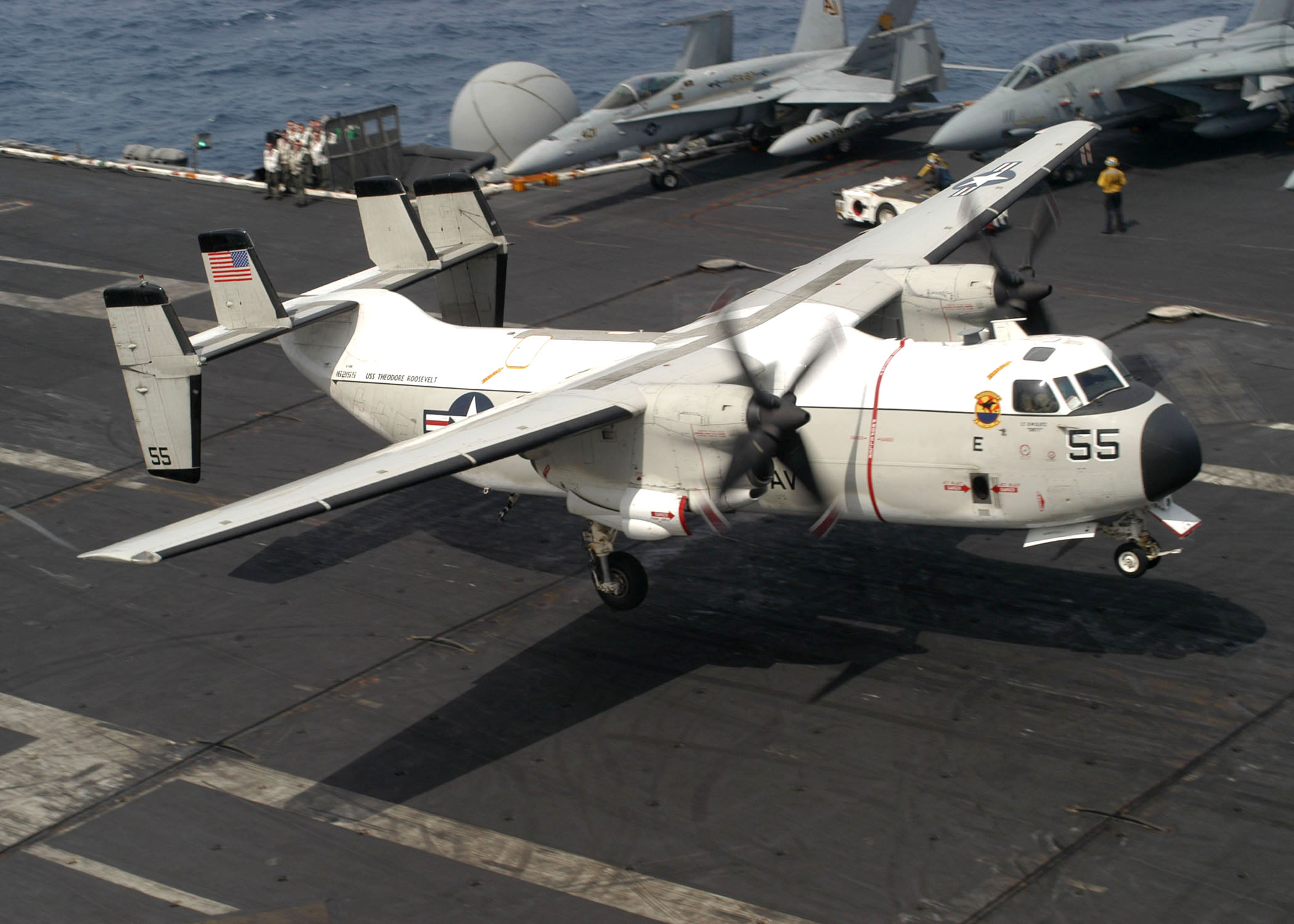
一架C-2A在羅斯福號航空母艦上降落

## 開發
C-2灰狗式是E-2「鷹眼式」（E-2 "Hawkeye"）空中預警機的衍生版本，用以取代由活塞引擎推動的C-1「商人式」（C-1 "Trader"）運輸機。C-2保留著E-2原有的機翼及動力裝置，但擁有一個經過擴大的機身，及在機尾設有裝卸坡道。首兩架由E-2改裝而成的原型機（美國軍方編號「YC-2A」）於1964年試飛成功，並於次年起正式投產。C-2A機隊曾於1973年時進行全面翻修，以延長其服役期。 
1984年，美國軍方批出生產合約，以39架新型號的C-2A型運輸機，取代較舊的機體。新型號機種被稱為C-2A及C-2A（R），新機型外觀與原有的C-2很相似，但新機型包括了許多重要的改良——主要為實質的機體改良（C-2A），或機體與航空電子系統的改良C-2A (R)（代號中的中「R」字為「Reprocured/再取得」的縮寫）。所有老舊的C-2在1987年被淘汰，而最後一批新機型於1990年交付予美國軍方使用。

## 設計
C-2是由兩具艾利森T56型（Allison T56）渦輪螺旋槳發動機驅動。C-2A及C-2A（R）可提供有效載荷高達10,000磅（4,545公斤）。機艙隨時可以容納貨物，乘客或兩者兼載。更配置了能夠運載傷者，充任醫療護送任務的設備。並能於短短幾小時內，直接由岸上基地，緊急載運須要優先處理的貨物（例如戰機的噴射發動機等）至航空母艦之上。
此外，機上還配備了運輸架及載貨籠系統，加上貨機大型的機尾坡道、機艙大門和動力絞盤設施，讓該型貨機能在航空母艦上快速裝卸物資。而C-2A型的開放式匝道，容許其以航空母艦作為流動基地對周遭空投物資和人員。加上其可以折疊的機翼設計和輔助動力系統（為起動和著陸，提供自給自足的電力，利便其在偏遠地區運作），使C-2成為多功能的艦載運輸機，這正是其他貨運飛機無可比擬的地方。

### 期中升級
C-2A (R)型灰狗式運輸機的原預設壽命為10,000飛行小時（或15,000次航空母艦着陸），但在踏入2000年以後，美國頻繁的海外軍事行動，促使大部分的C-2A（R）機體正迅速接近其預設的著陸上限。根據美國海軍的計劃，需要C-2A (R)型最少服役至2015年，以支援航空母艦戰鬥群的行動。為此，美國海軍開始進行一項名為「SLEP」（Service Life Extension Program，服務壽限延長計畫）的延壽工程，將為數36架的C-2A（R）之預期飛行時數延長至15,000小時或36,000次航艦着陸次數，足以延長服役至2027年。
除了主要機身架構的壽命延長外，「SLEP計劃」還包括一系列的性能提昇工程。加強項目包括了主翼的結構強化，導航系統的升級，加裝損毀殘存飛行意外記錄器（crash survivable flight incident recorders，也就是軍用版的飛航資料記錄器（黑盒子））與地面迫近警告系統。其中導航系統的升級項目涵蓋全球衛星定位系統的導入，和加裝兩組AN/ASN-139第二代艦載機慣性導航系統（Carrier Aircraft Inertial Navigation System, "CAINS",-II）。 
在為了開發與升級工作而滯留於地面三年半之後，首架升級後的C-2A（R）於2005年9月12日離開加州北島海軍航空站（NAS North Island）機庫。而其餘35架C-2A（R），會陸續於2013年前完成升級工程。

## 運作

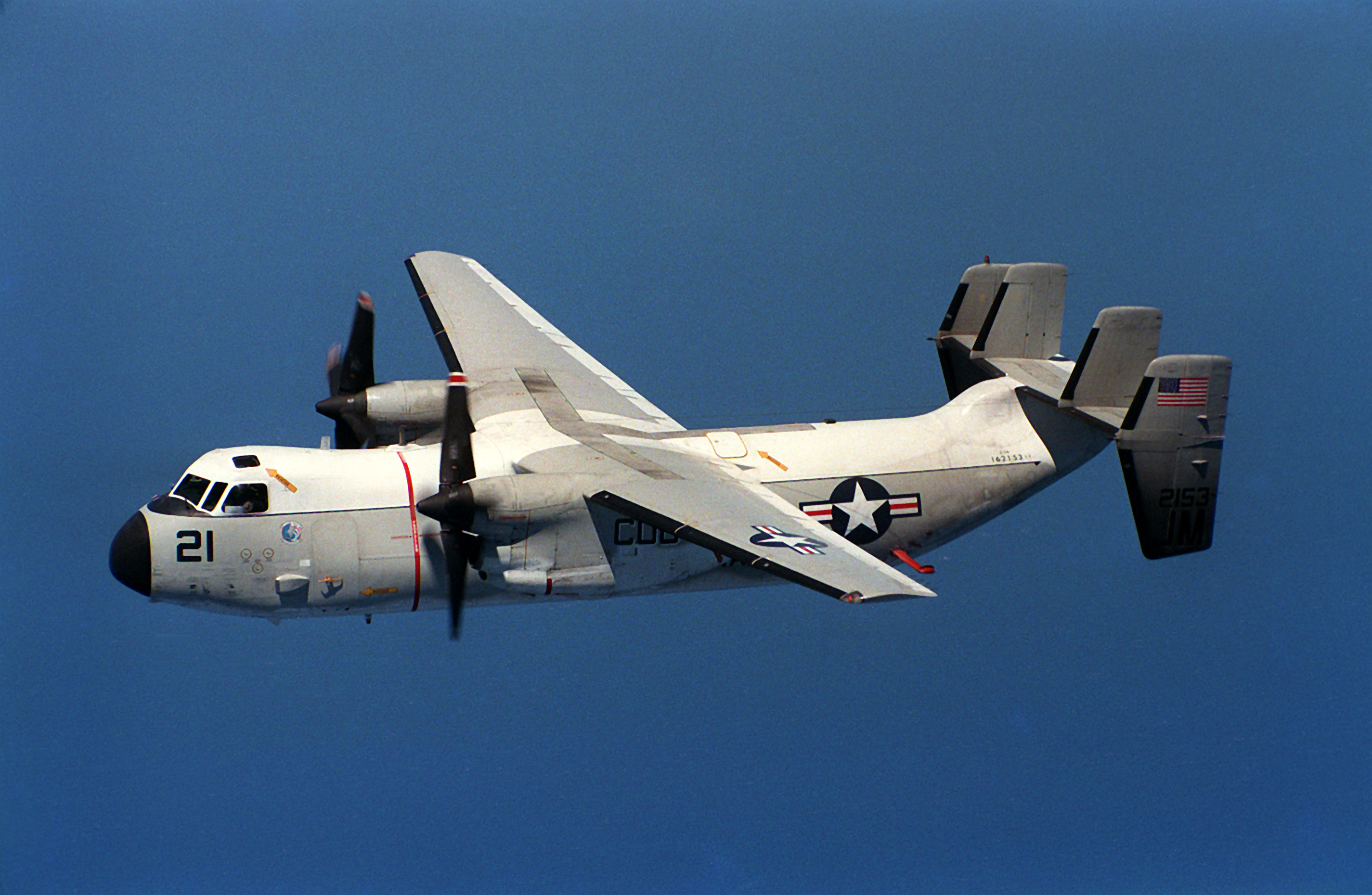
一架隸屬於VR-24中隊的C-2A（1988年〕

1985年11月至1987年2月之間，美國海軍第24空中運輸中隊「舉鷹」（Air Transport Squadron Twenty Four "Lifting Eagles"，已於1993年解散）與其配屬、7架經改良的C-2A及C-2A（R）展示了強大的運輸能力，在短短15個月之內，投遞了200萬磅（909公噸）郵件及搭載了14,000名乘客，以支援歐洲和地中海戰場。此外，這些C-2A（R）型運輸機，還在美軍的沙漠之盾、沙漠風暴和持久自由等軍事行動期間，提供了支援航空母艦戰鬥群的重要角色。

## 後繼替代
1990年代起，美國海軍發表了一名為共用支援機（Common Support Aircraft）的研究計畫，思索以一款新開發的定翼機平台，同時取代幾款支援用途的航空母艦艦載機，包括C-2A、E-2C與S-3B「維京式」反潛機及其衍生機種、ES-3A「暗影式」（ES-3A "Shadow"）電子偵搜機。雖然此計畫一直處於進行狀態中，但因為需求的急迫性不夠高與相關機種的延壽工程陸續展開，因此一直沒有發表明確的後繼方案。
2012年10月6日，一架隸屬於美國海軍陸戰隊第165中型傾轉旋翼機中隊（Marine Medium Tiltrotor Squadron (VMM) 165）的MV-22「魚鷹式」傾轉旋翼機在尼米茲號航空母艦上順利降落並完成加油。此為一系列可行性評估工作的一環，旨在評估新機種是否能夠取代C-2在艦隊中的航艦艦上運輸（COD）的任務角色。如果成功，海軍航空隊也將導入此機種以替代C-2，預計在2020年之前將C-2全數退役。海軍宣布以CMV-22「魚鷹式」傾轉旋翼機取代C-2，預計製造44架，首架CMV-22B於2019年12月首飛，於2020年1月21日公開宣布。貝爾直升機公司於2020年2月7日在位於德州的組裝工廠，舉行了首架CMV-22B的交機儀式。

## 系列版本
- YC-2A：量產前的原型機。是由兩架E-2A「鷹眼式」早期預警機修改機身構造而成。
- C-2A：起始量產版本，共生產了17架。
- C-2A (R)：「再取得」（Reprocured）版本的C-2A，配置有和E-2C同級的升級版電子設備。共生產了39架。

## 使用單位
- 美国
  - 美國海軍
    - 第30艦隊後勤支援中隊（Fleet Logistics Support Squadron Thirty, VRC-30）
    - 第40艦隊後勤支援中隊（Fleet Logistics Support Squadron Forty, VRC-40）
    - 第20空中測試與評估中隊（Air Test and Evaluation Squadron Twenty, VX-20）

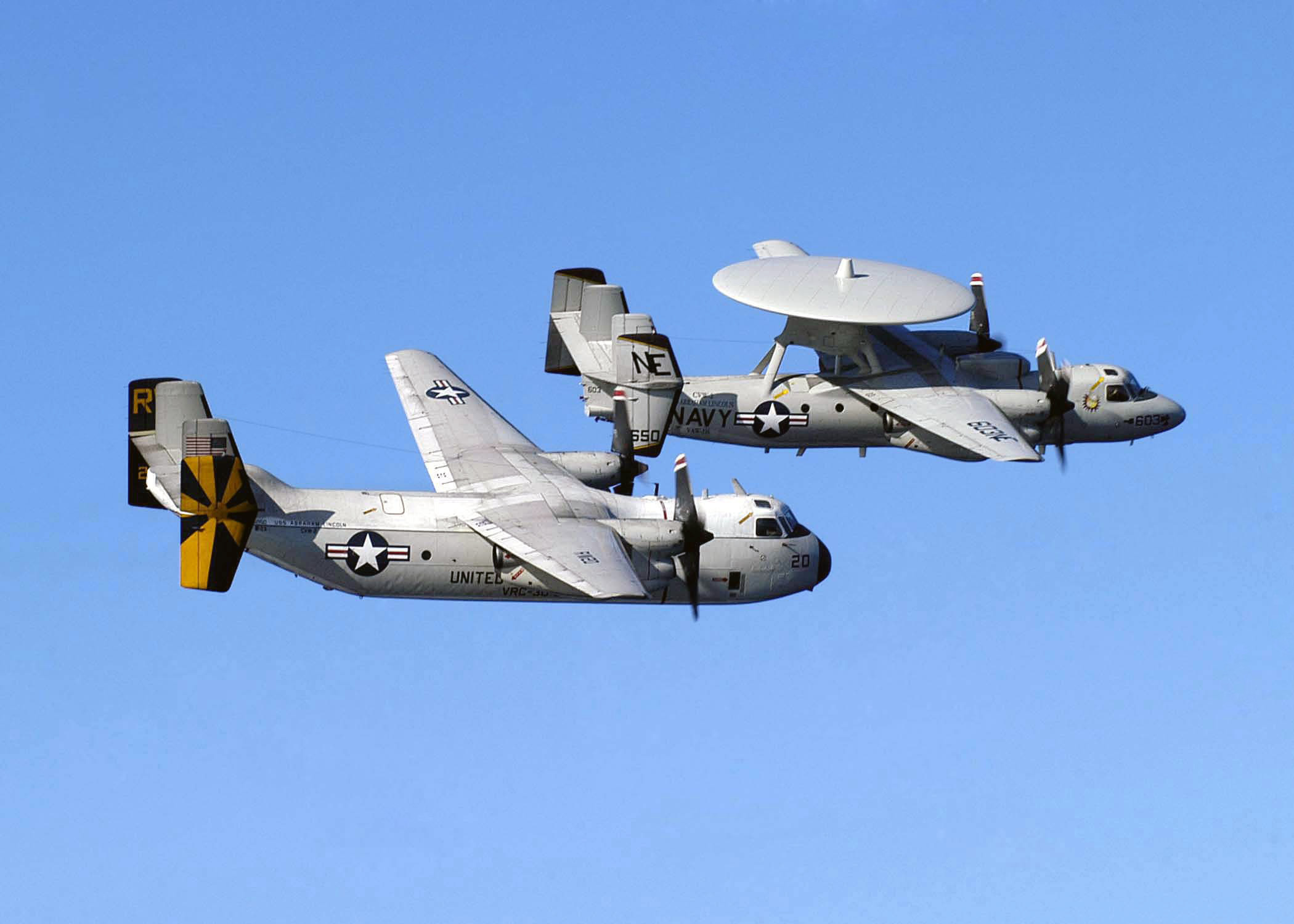
C-2A「灰狗式」運輸機與E-2C「鷹眼」空中預警機的外型對照，攝於2005年
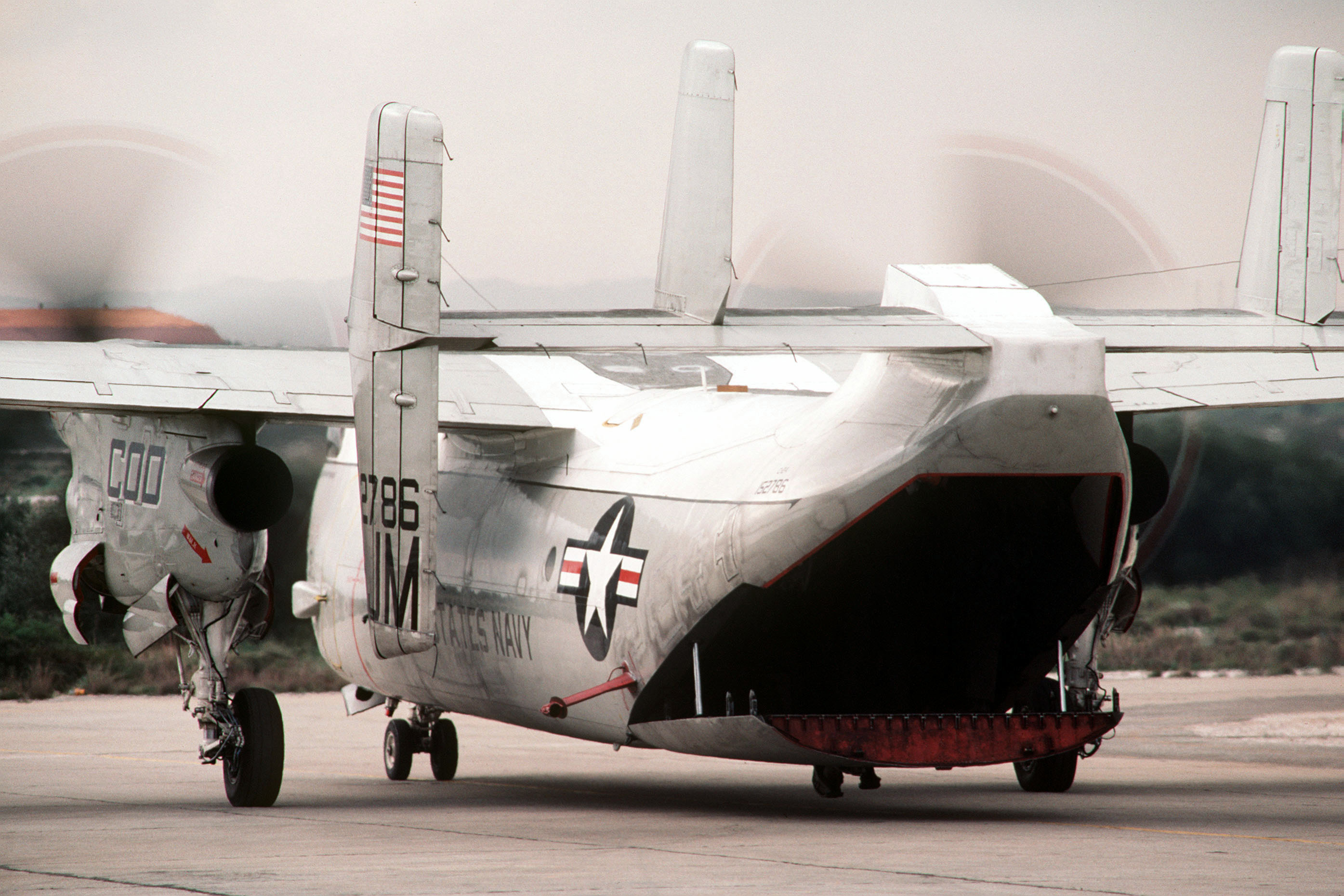
首架服役的灰狗式運輸機（於1966年起服役），機身編號152786。攝於1984年
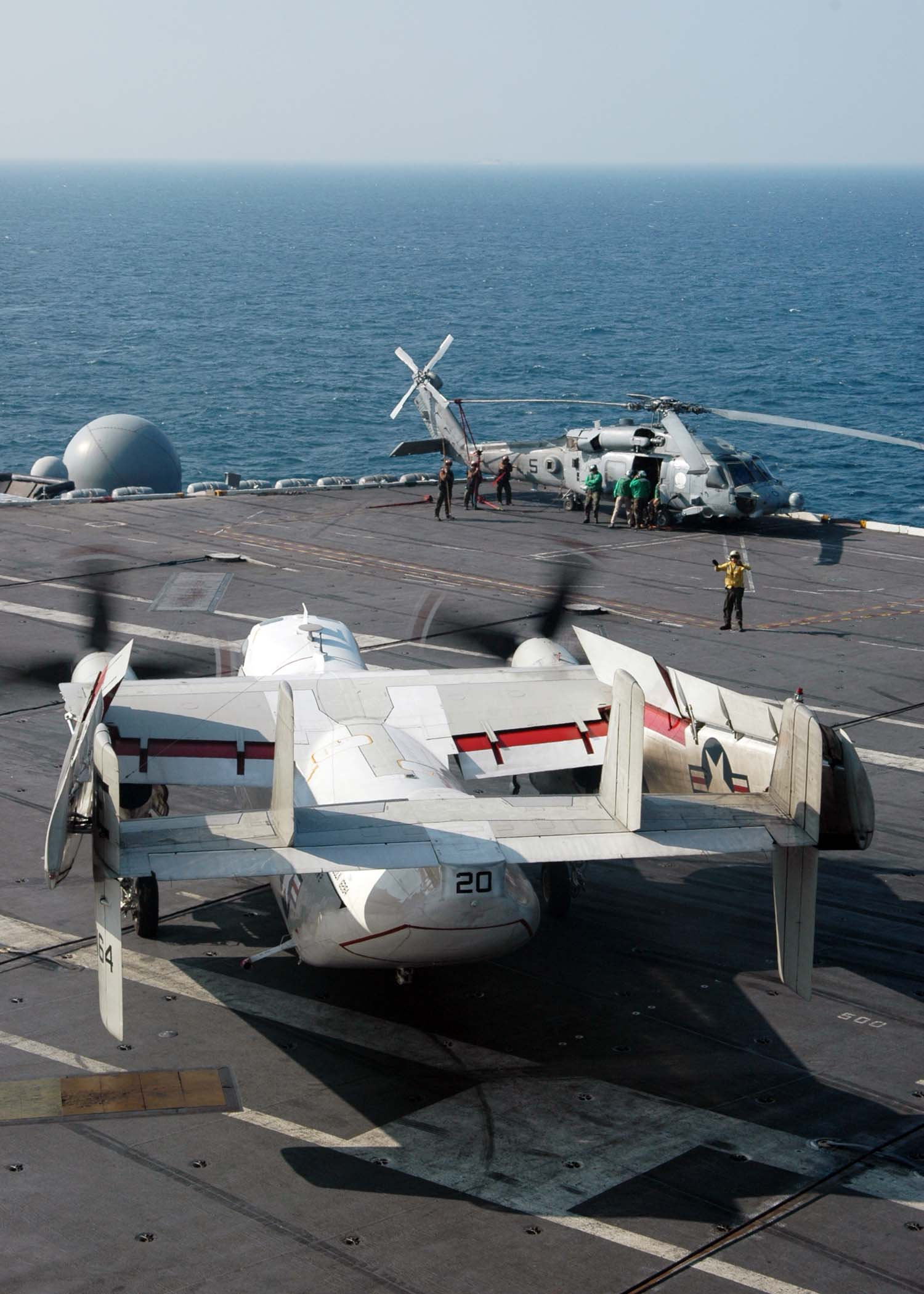
一架在林肯號上預備起飛、隸屬於VRC-30的C-2A，機翼尚處於折疊狀態還未展開
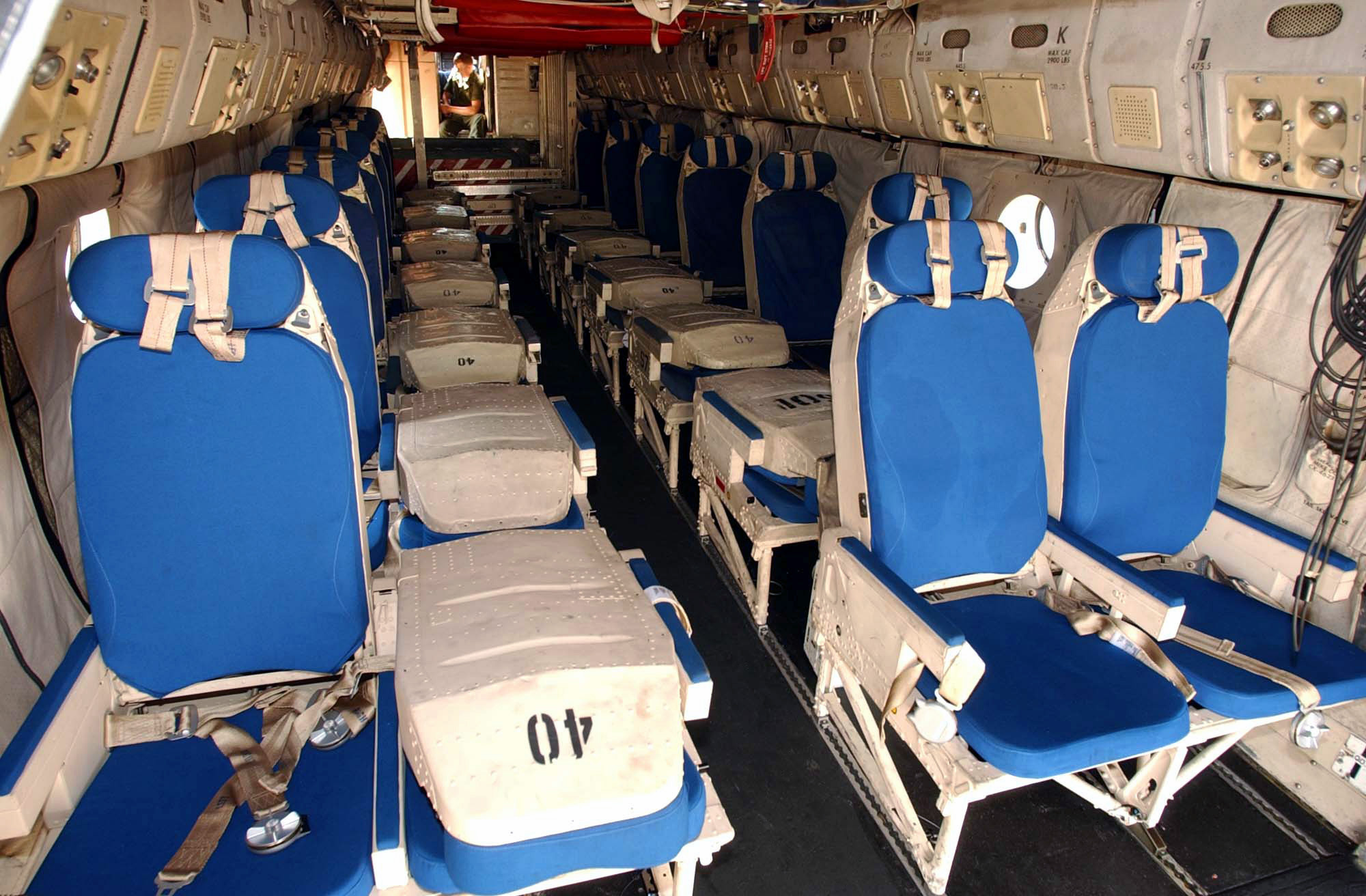
一架隸屬於VRC-40的C-2A之內部客艙配置

## 規格（C-2A）
参考资料：NAVAIR Performance Summary
基本信息
- 机组：2名機師，2名機員
- 容量：26名乘員，或12名傷患

性能